# Кампус-дус-Гойтаказіс
Кампус-дус-Гойтаказіс (порт. Campos dos Goytacazes) — муніципалітет в Бразилії, входить до складу штату Ріо-де-Жанейро. Є складовою частиною мезорегіону Північ штату Ріо-де-Жанейро. Входить до економічно-статистичного мікрорегіону Кампус-дус-Гойтаказіс. Населення становить 483 540 чоловіки (станом на 2022 рік). Займає площу 4 032,487 км².
Місто засновано 28 березня 1835 року.

## Відомі особистості
В поселенні народилися:
- Зезе Мотта (* 1944) — бразильська співачка.